# Lili Marleen (Film)
Lili Marleen ist ein Film von Rainer Werner Fassbinder, der im Jahr 1981 veröffentlicht wurde. Das Drehbuch entstand unter sehr freier Verwendung des Romans Der Himmel hat viele Farben der Sängerin Lale Andersen. Der Film referiert außerdem auf den Film … wie einst Lili Marleen von Paul Verhoeven aus dem Jahr 1956.

## Handlung
Der Film spielt zur Zeit des „Dritten Reichs“ und handelt von der Liebe zwischen der deutschen Sängerin Willie Bunterberg und dem jüdischen Schweizer Komponisten Robert Mendelsson, der als Mitglied einer Untergrundgruppe versucht, deutschen Juden zur Flucht vor dem Nazi-Regime in die Schweiz zu verhelfen. Als er Willie anbietet, mit ihr zusammen Widerstand und Hilfe zu leisten, befürchtet Roberts wohlhabende, einflussreiche Familie, dass Willie unzuverlässig oder gar eine Nationalsozialistin sei und so ein Risiko für die illegale Fluchthilfe darstelle. 
Eines Tages hilft Willie Robert dennoch, muss allerdings in Deutschland bleiben, da ihr die Schweizer Behörden auf Betreiben von Roberts Vater, der ihre Schuldscheine aufgekauft hat, die Wiedereinreise verwehrt. Kurz darauf wird Willie in Deutschland vom NS-Kulturbeauftragten Henkel mit dem Soldatenlied Lili Marleen groß herausgebracht. Sie wird reich und berühmt, das Lied wird täglich für die Soldaten an der Front im Hörfunk gespielt. Doch sie kann Robert nicht vergessen, und auch er sehnt sich nach ihr. Bei einem illegalen Besuch in Deutschland wird er festgenommen. Sie nimmt daraufhin Kontakt zu einer Untergrundgruppe in Berlin auf, in deren Auftrag sie geheimes Filmmaterial von Konzentrationslagern in die Schweiz schmuggeln soll, das später zu Roberts Freilassung verhilft.
Willie und Robert treffen sich erst nach Kriegsende wieder, doch es gibt kein glückliches Ende für das Liebespaar: Robert hat inzwischen Miriam geheiratet und feiert als Dirigent Erfolge. Willie, die ihn erwartungsfroh gesucht und im Konzerthaus gefunden hat, verlässt das Konzerthaus und geht allein in die Nacht hinaus.

## Hintergrund
Die Figur des Robert Mendelsson scheint von Rolf Liebermann inspiriert, mit dem Lale Andersen bekannt war. Laut Andersens letztem Ehemann, Artur Beul, hat die Filmhandlung mit ihrem wirklichen Leben jedoch nicht viel gemeinsam.
Für die Kriegsszenen wurden Outtakes aus Sam Peckinpahs Kriegsfilm Steiner – Das Eiserne Kreuz verwendet.

## Kritiken
Die Kritiken zu dem Film fielen gemischt aus.
- Heyne Filmlexikon (1996): „Das Lied ‚Lili Marleen‘ gefällt dem Führer so gut, daß er der Sängerin Willie eine Villa schenkt. Goebbels dagegen läßt sie beschatten und entdeckt ihre geheime Liebe zu einem jüdischen Komponisten. Fassbinders meisterliche Verschmelzung von Melodram und Zeitgeschichte.“

- Lexikon des internationalen Films: „Weithin frei gestaltete kolportagehafte Geschichte um den Erfolg des Liedes ‚Lili Marleen‘ und dessen Sängerin. Der Halbherzigkeit geballter Manieriertheit der Inszenierung wegen eher langweilig als menschlich oder politisch interessant.“[1]

- Der Spiegel: „Kein Groschenroman kann seine Geschichte unbekümmerter, unglaubwürdiger und unter vollem Einsatz der ‚Wie das Schicksal so spielt‘-Dramaturgie erzählen wie Fassbinder: Entstanden ist ein Film, der aussieht, als hätte ihn Zarah Leander erdacht und Hermann Göring ausgestattet.“[2]